# Collins (Missouri)
Collins – wieś w Stanach Zjednoczonych, w stanie Missouri, w hrabstwie St. Clair.